# おもかげ (小説)
『おもかげ』は、浅田次郎による日本の小説。2016年12月13日から2017年7月31日まで毎日新聞朝刊に連載され、2017年12月5日に毎日新聞出版より単行本が刊行されたのち、2020年11月13日に講談社文庫版が刊行された。
2023年にテレビドラマ化された。

## あらすじ
竹脇正一は、定年を迎えたその送別会の帰りに地下鉄の車内で倒れる。集中治療室の正一の傍に、旧友や幼馴染や家族が訪れ、瀕死の状態で意識のない正一に語りかけるが、正一は、横たわる自分の体を抜け出すという奇妙な体験をする。
死神か天使かと訝しながらも見知らぬ女性・マダム・ネージュや静や、またある時は、隣のベッドに横たわる男・榊原勝男に連れられて、正一は過去を彷徨い、これまで自分でも知りえなかった過去を知る。

## 登場人物
竹脇正一（たけわき まさかず）
本社部長から関連会社役員に天下りし65歳で定年を迎えた。無口で律儀な性格。
周りからはエリートと呼ばれるが、妻にさえ詳細を語っていない過去がある。
定年退職を迎えた日、送別会の帰りに地下鉄の車内で倒れ、集中治療室で横たわる自分の体を横目に、自らの過去を彷徨う。
節子（せつこ）
正一の妻。瀕死の正一を目にして、正一の過去を尋ねなかったことを後悔する。
春哉（はるや）
正一の息子。
茜（あかね）
正一の娘。大野武志の妻。
大野武志（おおの たけし）
正一の娘婿。永山の弟子。
永山徹（ながやま とおる）
正一と同じ養護施設で育った幼馴染。大工の棟梁。
堀田憲雄（ほった のりお）
常務取締役社長。
正一と同期入社で、過去に6年間同じ社宅で家族ぐるみの付き合いがあった。
児島直子（こじま なおこ）
正一を担当する看護師。
毎朝の出勤で、いつも正一と同じ地下鉄に乗り合わせた。
マダム・ネージュ
正一が遭遇する老女。
静（しずか）
正一が遭遇する女性。
峰子（みねこ）
正一が遭遇する女性。榊原勝男が幼い時の知り合い。
榊原勝男（さかきばら かつお）
集中治療室で正一の隣のベッドにいる患者。

## 書誌情報
- 単行本：2017年11月30日発売、毎日新聞出版、ISBN 978-4-62-010832-2
- 文庫本：2020年11月13日発売、講談社文庫、ISBN 978-4-06-520789-5

## テレビドラマ
2023年3月27日にNHK BS4Kにて放送された。主演は中村雅俊。5月20日にBSプレミアムとBS4Kで放送された。 

### キャスト
- 竹脇正一 - 中村雅俊
- 竹脇節子 - 浅田美代子[8]
- 榊原勝男 - 不破万作[8]
- 永山徹 - モロ師岡[8]
- 大野武志 - 板橋駿谷[8]
- 大野茜 - 前田亜季[8]（幼少期 - 英茉）
- 峰子 - さとうほなみ[8]
- 少女 峰子 - 大月美里果
- 堀田憲雄 - 宅麻伸[8]
- 入江静 - 余貴美子[8]
- マダム・ネージュ - 三田佳子[8]
- 若き日の正一 - 田島亮
- 若き日の節子 - 大後寿々花
- 若き日の堀田 - 中山義紘
- 児島 - 佐藤康恵
- 若井看護師 - 宇乃うめの
- 少年期の正一 - 井上一輝
- 新生児 正一 - 草野なぎさ
- 春哉 - 福田清太
- 新生児 春哉 - 小林陽実
- 美竹町のオバちゃん - 平栗あつみ
- 大野瑠璃 - 磯村アメリ
- 大野紫苑 - 笹島さら
- 当直医・鈴木裕也（メガネの医師） - 谷風作
- 病院の受付 - 小林麻子
- 堀田の運転手 - 池浪玄八
- 正一の部下たち - 宮川浩明、玉井らん、プリティ望
- 銀座線の老嬢 - 外海多伽子
- 銀座線の男たち - ゆかわたかし、関幸治
- 番台（過去）- 森喜行
- 番台（現代）- 古川慎
- 青年 勝男 - 熊田恵富
- 少年 勝男 - 山田海人
- 勝男の父 - 速見廣大
- 勝男の母 - 岩上円香
- 屋台の店主 - 中原和宏
- 正一の上級生 - 中西優太朗、石井舜、大熊大貴
- 峰子の手下たち - 木村新汰、柳下晃河、飯田正
- 娼婦たち
  - マヤ - 蔵下穂波
  - ハツエ - 中川朋香
  - おスズ - 湊川えみ
  - おカヨ - 九条みゆ
- 米兵たち
  - ライアン - Ryan Brynelson
  - アンディ - Kai Sandy
  - ボブ - Kyle Card
  - チャーリー - Caleb Bryant
- フレンチレストラン店員 - 杉山俊介
- ギタリスト - 山本久土
- フォーク歌手 - タテタカコ
- 板場で盗まれる客 - 松田ひろし
- 闇市でフラれる男 - 鈴木達也

### スタッフ
- 原作 - 浅田次郎『おもかげ』[9]
- 演出 - 小林聖太郎[9]
- 脚本 - 吉田康弘[9]
- 音楽 - 富貴晴美[9]
- VFX - 立石勝
- 医事指導 - 中澤暁雄
- 資料提供 - 地下鉄博物館
- プロデューサー - 遠藤日登思
- 制作統括 - 盛夏子（アミューズ）[9]、神林伸太郎（NHKエンタープライズ）[9]、小林大児（NHK）[9]